# Kreis Großenhain
Koordinaten: 51° 18′ N, 13° 32′ O
Der Kreis Großenhain war ein Landkreis im Bezirk Dresden der DDR. Von 1990 bis 1994 bestand er als Landkreis Großenhain im Freistaat Sachsen fort. Sein Gebiet liegt heute im Landkreis Meißen in Sachsen. Der Sitz der Kreisverwaltung befand sich in Großenhain.

## Geografie

### Lage
Das Kreisgebiet lag im Nordsächsischen Tiefland im Nordwesten des Bezirks Dresden. Der Kreis war eher schwach besiedelt und nahm von der Bevölkerungsdichte her den drittletzten Platz ein.

### Nachbarkreise
Der Kreis Großenhain grenzte im Uhrzeigersinn im Norden beginnend an die Kreise Bad Liebenwerda, Senftenberg, Kamenz, Dresden-Land, Meißen und Riesa.

### Naturraum
Die Landschaft wurde von den naturräumlichen Gegebenheiten des Nordsächsischen Tieflandes bestimmt, das sich zwischen Elbe und Schwarzer Elster erstreckte und im Nachbarkreis Kamenz in das Hügelland der Oberlausitz überging. Das Gebiet war Altmoränenland mit zumeist guten Böden, so dass Wald und Ackerfluren sich abwechselten. Nur geringe Höhenunterschiede kennzeichneten das Oberflächenrelief. Im Norden bei Strauch, im Westen bei Gävernitz sowie an der südlichen Kreisgrenze herrschten Höhen um 200 m vor; sie fielen im mittleren Kreisgebiet auf rund 130 m ab. Die höchste Erhebung lag in der Nähe von Gävernitz (216 m). Wichtigster Fluss war die Große Röder, die von Südosten nach Nordwesten den Kreis durchfloss.

## Geschichte
Der Kreis Großenhain ging aus der am 1. Januar 1939 in Landkreis Großenhain umbenannten, 1874 gegründeten Amtshauptmannschaft Großenhain hervor. Mit der Kreisreform der DDR am 25. Juli 1952 erfolgte die Bildung der Bezirke und eine Neugliederung der Kreise. Der alte Landkreis Großenhain gab 41 seiner 111 Gemeinden an den neuen Kreis Riesa im Westen ab. Der Kreis Großenhain wurde dem neugebildeten Bezirk Dresden zugeordnet, Kreisstadt wurde Großenhain.
- Folgende 70 Gemeinden bildeten am 25. Juli 1952 den neuen Kreis Großenhain:

Baßlitz, Bauda, Beiersdorf, Bieberach, Blattersleben, Blochwitz, Böhla b. Ortrand, Brockwitz, Brößnitz, Cunnersdorf, Dallwitz, Dobra, Dorf der Jugend, Folbern, Freitelsdorf, Gävernitz, Göhra, Großenhain, Stadt, Großraschütz, Kalkreuth, Kleinnaundorf, Kleinthiemig, Kmehlen, Kottewitz, Krauschütz, Kraußnitz, Lampertswalde, Laubach, Lenz, Linz, Lüttichau, Medessen, Nasseböhla, Nauleis, Naundorf b. Ortrand, Naunhof, Niederebersbach, Niegeroda, Ober- und Mittelebersbach, Oelsnitz, Ponickau, Priestewitz, Quersa, Raden, Reinersdorf, Rödern, Rostig, Sacka, Schönborn, Schönfeld b. Großenhain, Skassa, Skäßchen, Skaup, Stauda, Stölpchen, Strauch, Strießen, Tauscha, Thiendorf, Treugeböhla, Uebigau, Walda, Weißig am Raschütz, Weßnitz, Wildenhain, Würschnitz, Zabeltitz, Zottewitz, Zschauitz und Zschieschen.
Durch Gemeindegebietsveränderungen und Umgliederungen über Kreisgrenzen hinweg sank die Zahl der Gemeinden bis zu seiner Auflösung 1994 von 70 auf 24:
- 4. Dezember 1952 Umgliederung von Görzig aus dem Kreis Riesa in den Kreis Großenhain
- 1. April 1959 Zusammenschluss von Kleinnaundorf und Würschnitz zu Kleinnaundorf-Würschnitz
- 1. Januar 1960 Eingliederung von Laubach in Kmehlen
- 1. Januar 1960 Eingliederung von Böhla b. Ortrand in Kraußnitz
- 1. Januar 1960 Eingliederung von Dallwitz in Lenz
- 1. Januar 1960 Eingliederung von Lüttichau in Ponickau
- 1. Januar 1960 Eingliederung von Stölpchen in Sacka
- 1. Januar 1960 Eingliederung von Krauschütz, Skaup, Uebigau in Skäßchen
- 1. September 1960 Eingliederung von Großraschütz in die Stadt Großenhain
- 1. Januar 1960 Zusammenschluss von Kottewitz und Stauda zu Kottewitz-Stauda
- 1. Januar 1960 Zusammenschluss von Walda und Kleinthiemig zu Walda-Kleinthiemig
- 1. September 1961 Eingliederung von Zschieschen in die Stadt Großenhain
- 1. September 1961 Eingliederung von Rostig in Weßnitz
- 1. September 1961 Zusammenschluss von Niederebersbach sowie Ober- und Mittelebersbach zu Ebersbach
- 1. Januar 1973 Zusammenschluss von Freitelsdorf und Cunnersdorf zu Freitelsdorf-Cunnersdorf
- 1. Januar 1973 Zusammenschluss von Kmehlen und Gävernitz zu Kmehlen-Gävernitz
- 1. Januar 1973 Zusammenschluss von Oelsnitz und Niegeroda zu Oelsnitz-Niegeroda
- 1. Januar 1973 Zusammenschluss von Quersa und Brockwitz zu Quersa-Brockwitz
- 1. Januar 1973 Zusammenschluss von Zabeltitz und Treugeböhla zu Zabeltitz-Treugeböhla
- 1. Januar 1973 Eingliederung von Kottewitz-Stauda in Priestewitz
- 1. Januar 1973 Eingliederung von Naundorf b. Ortrand in Ponickau
- 1. Februar 1973 Eingliederung von Göhra in Weßnitz
- 1. Oktober 1973 Eingliederung von Medessen in Strießen
- 1. Januar 1994 Eingliederung von Bieberach, Kalkreuth und Rödern in Ebersbach
- 1. Januar 1994 Eingliederung von Skassa  und Zschauitz in die Stadt Großenhain
- 1. Januar 1994 Eingliederung von Nauleis in Lenz
- 1. Januar 1994 Eingliederung von Blattersleben, Kmehlen-Gävernitz und Zottewitz in Priestewitz
- 1. Januar 1994 Eingliederung von Freitelsdorf-Cunnersdorf in Ebersbach
- 1. Januar 1994 Zusammenschluss von Frauenhain. Koselitz, Pulsen und Raden (alle Krs. Riesa) und Raden zu Röderaue
- 1. März 1994 Eingliederung von Linz in Schönfeld
- 1. März 1994 Eingliederung von Dobra in Tauscha
- 1. März 1994 Eingliederung von Blochwitz, Brößnitz und Oelsnitz-Niegeroda in Weißig a. Raschütz
- 1. März 1994 Eingliederung von Bauda in Wildenhain
- 1. März 1994 Eingliederung von Kleinnaundorf-Würschnitz in Tauscha
- 1. März 1994 Eingliederung von Walda-Kleinthiemig in Wildenhain
- 1. März 1994 Zusammenschluss von Zabeltitz-Treugeböhla, Görzig, Nasseböhla. Skäßchen und Strauch zu Zabeltitz

Noch vor der Wiedervereinigung wurde der Kreis Großenhain ein Landkreis nach Maßgabe der neuen Kommunalverfassung der DDR vom 17. Mai 1990, die am 3. Oktober 1990 nach den Vorschriften des Einigungsvertrages zu sächsischem Landesrecht wurde.

Am 1. August 1994 entstand durch Zusammenlegung der Landkreise Riesa und Großenhain der Landkreis Riesa-Großenhain.

## Politik

### Wappen
Durch die Siegelordnung der DDR vom 28. Mai 1953 verloren alle regionalen Wappen ihre Bedeutung als Marke, bzw. Siegel. Jedoch wurden die Wappen der Städte und Kreise weiterhin an Gebäuden oder in Publikationen verwendet, ohne eine amtliche Funktion zu erfüllen.
Das in einigen Büchern verwendete Wappen des Kreises Großenhain zeigt in Wirklichkeit das Wappen der Stadt Großenhain. Amtlich war das Siegelwappen der DDR. Erst durch die Kommunalverfassung der DDR vom 17. Mai 1990 konnten Gemeinden und Kreise erstmals wieder ausdrücklich Wappen führen und als Siegel verwenden.

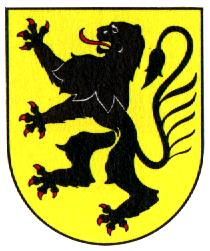
Wappen der Stadt Großenhain

## Industrie und Verkehr
Seit dem Mittelalter bis über die Mitte des 19. Jahrhunderts hinweg galt Großenhain als wichtiges Zentrum der Tuchmacherei, nachdem sich schon um 1711 die Woll- und Seidenmanufakturen entwickelt hatten. Bis ins 18. Jahrhundert wurden die Zabeltitzer Kiesel zu den bekannten »Sächsischen Diamanten« geschliffen und zu Schmuck verarbeitet.

Das industrielle Zentrum des Kreises lag in der Stadt Großenhain. Der VEB Webstuhlbau, welcher später im VEB Kombinat Textima aufging, produzierte mit etwa 1000 Mitarbeitern Nadelfeldstrecken und Vorspinnmaschinen, die vorwiegend exportiert wurden. Die VEB Vereinigte Großenhainer Tuchfabrik (später VEB Oberlausitzer Textilbetriebe Neugersdorf, Werk IV Großenhain), der VEB Stoffdruckerei, der einstige VEB Dampfhammerwerk (später VEB Kombinat „Fortschritt“ Landmaschinen Neustadt, Werk XI Großenhain), der VEB Elektromotorenwerk Großenhain, die Schuhfabrik, und die Papierfabrik waren die wichtigsten Betriebe im Kreis Großenhain.
Der vorwiegend agrarisch strukturierte Kreis, in dem wegen des zumeist schweren Bodens Getreide angebaut wurde, produzierte auch Textil- und Landmaschinen. Ein Agrochemisches Zentrum (ACZ) und weitere genossenschaftliche Einrichtungen verdeutlichten die Bedeutung der Landwirtschaft, die sich in starkem Maß auf die Milchviehhaltung stützte.
In Großenhain wurden wesentliche regionale Versorgungseinrichtungen, u. a. eine Poliklinik sowie eine Betriebsschule angesiedelt, außerdem befand sich hier die älteste deutsche Volksbücherei (1828).
Adelsdorf, nördlich von Folbern gelegen, das in den letzten Kriegstagen völlig niederbrannte, wurde das erste Jugendobjekt der FDJ und erhielt 1950 den Namen „Dorf der Jugend“ (bis 1991). Alle 34 Wohnhäuser mit Stallungen und Scheunen wurden von jungen Leuten aus ganz Sachsen wiederaufgebaut.
Der Kreis, der 1862 bei Priestewitz an die Eisenbahn Leipzig–Dresden angeschlossen wurde, ist heute über die Schiene mit Berlin, Leipzig, Dresden und Cottbus verbunden. Im östlichen Teil durchquerte die Dresdener Autobahn (zum Berliner Ring) das Kreisgebiet. Der im Norden gelegene Spreewald ließ sich über die Autobahn ebenfalls leicht erreichen. Schließlich durchquerte bei Großenhain die F 101 den Kreis. Sie führte über Meißen bis ins Erzgebirge.

## Gesundheitswesen
Die medizinische Versorgung im Kreis war mit dem Neubau des Kreiskrankenhauses von (1959–1962) zentral angelegt worden. Eine Poliklinik in Großenhain bot eine ambulante Versorgung. Landambulatorien gab es in Zabeltitz, Schönfeld und Priestewitz (Poliklinikaußenstelle).
In Rödern und Naundorf wurden Tuberkulose-Kurheime eingerichtet. In größeren Dörfern des Kreises gab es Gemeindeschwesternstationen, die eine medizinische Grundversorgung flächendeckend gewährleisten sollten. Auch in größeren Betrieben wurden sogenannte Betriebs-Sanitätsstellen eingerichtet. Diese waren zum Teil sogar mit eigenen Betriebsärzten ausgestattet, die sich auf die jeweiligen arbeitsmedizinischen Probleme spezialisiert hatten.
Schon 1955 gab es einen mobilen Röntgen-Bildschirmzug, der jeden Ort im Kreis regelmäßig besuchte. Ziel war, die Vorsorgeuntersuchungen gegen Tuberkulose und Brustkrebs im gesamten Kreisgebiet zu garantieren. Schwangeren- und Mütterberatungsstellen wurden eingerichtet und übernahmen auch die Funktion von Dauerimpfstellen. Ein Netz von Kinderkrippen und -gärten wurde nach und nach flächendeckend aufgebaut.

## Bevölkerungsdaten der Städte und Gemeinden
Bevölkerungsübersicht aller 47  Gemeinden des Kreises, die 1990 in das wiedergegründete Land Sachsen kamen.

| AGS      | Gemeinde                 | Einwohner  | Einwohner  | Fläche (ha) |
| AGS      | Gemeinde                 | 03.10.1990 | 31.12.1990 | 31.12.1990  |
| 14031010 | Baßlitz                  | 564        | 566        | 927         |
| 14031020 | Bauda                    | 517        | 515        | 979         |
| 14031030 | Beiersdorf               | 393        | 397        | 787         |
| 14031040 | Bieberach                | 227        | 229        | 243         |
| 14031050 | Blattersleben            | 271        | 267        | 611         |
| 14031060 | Blochwitz                | 253        | 252        | 863         |
| 14031080 | Brößnitz                 | 112        | 112        | 349         |
| 14031100 | Dobra                    | 402        | 402        | 1.267       |
| 14031110 | Dorf der Jugend          | 190        | 191        | 496         |
| 14031120 | Ebersbach                | 1.262      | 1.257      | 2.456       |
| 14031130 | Folbern                  | 410        | 407        | 618         |
| 14031140 | Freitelsdorf-Cunnersdorf | 431        | 423        | 755         |
| 14031170 | Görzig                   | 231        | 230        | 514         |
| 14031180 | Großenhain, Stadt        | 18.808     | 18.578     | 2.461       |
| 14031190 | Kalkreuth                | 878        | 880        | 896         |
| 14031200 | Kleinnaundorf-Würschnitz | 412        | 413        | 563         |
| 14031210 | Kmehlen-Gävernitz        | 654        | 656        | 1.470       |
| 14031230 | Kraußnitz                | 646        | 644        | 1.092       |
| 14031240 | Lampertswalde            | 1.089      | 1.086      | 836         |
| 14031250 | Lenz                     | 391        | 384        | 578         |
| 14031260 | Linz                     | 276        | 277        | 786         |
| 14031280 | Nasseböhla               | 266        | 259        | 900         |
| 14031290 | Nauleis                  | 217        | 216        | 536         |
| 14031310 | Naunhof                  | 466        | 474        | 803         |
| 14031330 | Oelsnitz-Niegeroda       | 342        | 331        | 949         |
| 14031340 | Ponickau                 | 761        | 758        | 2.376       |
| 14031350 | Priestewitz              | 758        | 756        | 717         |
| 14031360 | Quersa-Brockwitz         | 426        | 425        | 1.070       |
| 14031370 | Raden                    | 268        | 269        | 467         |
| 14031380 | Reinersdorf              | 270        | 271        | 617         |
| 14031390 | Rödern                   | 548        | 542        | 1.488       |
| 14031400 | Sacka                    | 603        | 603        | 1.251       |
| 14031410 | Schönborn                | 206        | 206        | 504         |
| 14031420 | Schönfeld                | 1.030      | 1.034      | 2.036       |
| 14031430 | Skäßchen                 | 631        | 632        | 1.637       |
| 14031440 | Skassa                   | 319        | 319        | 502         |
| 14031450 | Strauch                  | 320        | 324        | 884         |
| 14031460 | Strießen                 | 429        | 422        | 771         |
| 14031470 | Tauscha                  | 476        | 480        | 557         |
| 14031480 | Thiendorf                | 903        | 901        | 1.422       |
| 14031500 | Walda-Kleinthiemig       | 619        | 609        | 900         |
| 14031510 | Weißig am Raschütz       | 400        | 403        | 1.285       |
| 14031520 | Weßnitz                  | 444        | 443        | 904         |
| 14031530 | Wildenhain               | 530        | 519        | 1.084       |
| 14031540 | Zabeltitz-Treugeböhla    | 1.222      | 1.219      | 1.346       |
| 14031550 | Zottewitz                | 265        | 265        | 510         |
| 14031560 | Zschauitz                | 187        | 189        | 284         |
| 14031000 | Landkreis Großenhain     | 41.323     | 41.035     | 45.349      |

## Kfz-Kennzeichen
Den Kraftfahrzeugen (mit Ausnahme der Motorräder) und Anhängern wurden von etwa 1974 bis Ende 1990 dreibuchstabige Unterscheidungszeichen, die mit dem Buchstabenpaar RM begannen, zugewiesen. Die letzte für Motorräder genutzte Kennzeichenserie war YW 00-01 bis YW 30-00.
Anfang 1991 erhielt der Landkreis das Unterscheidungszeichen GRH. Es wurde bis zum 31. Dezember 1994 ausgegeben. Seit dem 9. November 2012 ist es im Landkreis Meißen erhältlich.